# Vaneza
Vaneza war ein italienisches Flächen- und Ackermaß in Verona. 
Die Maßstaffelung war
- 1 Campo = 24 Vaneza = 720 Tavole = 3007 Quadratmeter = ½ Juchart plus 35 ½ Geviert-Klafter
- 1 Vaneza = 1/24 Campo = 30 Tavole = 1188 Pariser Geviertfuß = 125 Quadratmeter (nach Spamer = 127 Quadratmeter[1])